# Изгрев (район)
Вижте пояснителната страница за други значения на Изгрев.
„Изгрев“ е един от 24-те административни района на Столична община. Той включва кварталите „Изгрев“, „Изток“ и „Дианабад“. В района има и 17 дипломатически посолства. Граници на района са булевардите „Пейо Крачолов Яворов“ на северозапад, „Цариградско шосе“ на североизток, „Доктор Г. М. Димитров“ на юг, „Симеоновско шосе“ и ул. „Стоян Михайловски“ на запад.
Към 15 юни 2023 г. в района живеят 35 363 души по настоящ адрес и 38 818 души по постоянен адрес.
Адресът на районната администрация е на ул. „Атанас Далчев“ № 12, п.к. 1113.

## Квартали
- Борисова градина (Карта)
- „Гара Пионер“ (Карта)
- ж. к. „Дианабад“ (Карта)
- НПЗ „Дианабад“ (Карта)
- ж. к. „Изгрев“ (Карта)
- ж. к. „Изток“ (Карта)
- Ловен парк (Карта)

## Население

### Етнически състав
Преброяване на населението през 2011 г.
Численост и дял на етническите групи според преброяването на населението през 2011 г.:
|                     | Численост | Дял (в %) |
| Общо                | 30 896    | 100.00    |
| Българи             | 27 224    | 88.11     |
| Турци               | 103       | 0.33      |
| Цигани              | 12        | 0.03      |
| Други               | 323       | 1.04      |
| Не се самоопределят | 306       | 0.99      |
| Неотговорили        | 2928      | 9.47      |

### Транспортни връзки
През район „Изгрев“ преминават автобусни линии № 67, 69, 70, 88, 94, 102, 123, 280, 288, 413, както и линия М1 на метрото. На територията на района се намират метростанции „Жолио Кюри“ и „Г.М.Димитров“.
Част от миналото е автобусна линия 200 (през 80-те години свързваща ж.к. „Червена звезда“ със Зоопарка и ж.к. „Овча купел“), както и трамвайни линии 14 и 19, заменени по-късно от 2 и 19, свързващи района с центъра и кварталите „Орландовци“ и „Павлово“. Трамвайно ухо „Червена звезда“ (сега метростанция „Г.М.Димитров“) е закрито още през 80-те. Със строежа на метрото е спряно движението на трамваите през район „Изгрев“ до ж.к. „Дървеница“ по булевардите „Драган Цанков“ и „Климент Охридски“, а след 2010 г. е спряно и движението на трамвайна линия 18 до парк Хотел Москва, като голяма част от релсите са демонтирани.